# Anarmostes elongatus
Anarmostes elongatus es una especie de coleóptero de la familia Zopheridae.

## Distribución geográfica
Habita en Venezuela.